# الاكمه البيضاء (ذي السفال)

تعديل مصدري - تعديل

الاكمه البيضاء محلة تابعة لقرية ريدة، التابعة لعزلة ريده ورياد بمديرية ذي السفال إحدى مديريات محافظة إب في الجمهورية اليمنية، بلغ تعداد سكانها 68 حسب تعداد اليمن لعام 2004.